# ألان وليامز (ملحن)
ألان وليامز (بالإنجليزية: Alan Williams)‏ هو ملحن أمريكي، ولد في مارس 1965.

## وصلات خارجية
- ألان وليامز على موقع IMDb (الإنجليزية)
- ألان وليامز على موقع قاعدة بيانات الفيلم (الإنجليزية)